# Monasterio de San Nicolás (Jaffa)
El Monasterio de San Nicolás  (en hebreo: מנזר ניקולאס הקדוש; en armenio: Սուրբ Նիկողայոս Վանք Հայոց) es un edificio religioso conocido desde el primer milenio de nuestra era como un monasterio armenio en la ciudad vieja de Jaffa, Israel, esta a lo largo del mar Mediterráneo. Situado a lo largo del puerto de Jaffa, el monasterio consiste en un complejo de varios pisos de gran tamaño que incluye una iglesia y espacios para hospedarse. El monasterio se encuentra bajo la jurisdicción del Patriarcado Armenio de Jerusalén que destina partes del complejo para fines residenciales y comerciales.
El monasterio actual fue construido sobre las ruinas de uno anterior en 1663 por el patriarca armenio de Jerusalén para servir de albergue a los peregrinos armenios